# Кослоу, Лорен
Лорен Кослоу (англ. Lauren Koslow; род. 9 марта 1953, Бостон) — американская актриса мыльных опер. Кослоу наиболее известна благодаря своей роли злодейки Кейт Робертс в дневной мыльной опере «Дни нашей жизни», где она снимается с 1996 года. Хотя карьера Кослоу в мыльных операх охватывает три десятилетия, она никогда не получала профильных наград и лишь однажды, в 2000 году, номинировалась на премию «Дайджеста мыльных опер».
Кослоу родилась в Бостоне и окончила Университет штата Массачусетс, а также Политехнический университет Виргинии. С 1984 по 1986 год она снималась в мыльной опере «Молодые и дерзкие», после чего была взята в сестринское мыло «Дерзкие и красивые», где играла пять последующих лет. В дополнение к этому она появилась в нескольких прайм-тайм сериалах, но в основном была активна в дневных мыльных операх.

## Мыльные оперы
- Молодые и дерзкие (1984—1986)
- Дерзкие и красивые (1987—1992, 2002)
- Дни нашей жизни (1996 — наст. время)